# 1972-es Formula–1 dél-afrikai nagydíj
Az 1972-es Formula–1 világbajnokság második futama a dél-afrikai nagydíj volt.

## Futam
| Helyezés | #  | Versenyző            | Csapat/Motor | Futott körök | Idő/Kiesés oka    | Rajthely | Pontszám |
| -------- | -- | -------------------- | ------------ | ------------ | ----------------- | -------- | -------- |
| 1        | 12 | Denny Hulme          | McLaren-Ford | 79           | 1h45:49,1         | 5        | 9        |
| 2        | 8  | Emerson Fittipaldi   | Lotus-Ford   | 79           | + 14,1            | 3        | 6        |
| 3        | 14 | Peter Revson         | McLaren-Ford | 79           | + 25,8            | 12       | 4        |
| 4        | 7  | Mario Andretti       | Ferrari      | 79           | + 38,5            | 6        | 3        |
| 5        | 3  | Ronnie Peterson      | March-Ford   | 79           | + 49,0            | 9        | 2        |
| 6        | 19 | Graham Hill          | Brabham-Ford | 78           | + 1 kör           | 14       | 1        |
| 7        | 4  | Niki Lauda           | March-Ford   | 78           | + 1 kör           | 21       |          |
| 8        | 5  | Jacky Ickx           | Ferrari      | 78           | + 1 kör           | 7        |          |
| 9        | 2  | François Cevert      | Tyrrell-Ford | 78           | + 1 kör           | 8        |          |
| 10       | 9  | Dave Walker          | Lotus-Ford   | 78           | + 1 kör           | 19       |          |
| 11       | 21 | Henri Pescarolo      | March-Ford   | 78           | + 1 kör           | 22       |          |
| 12       | 6  | Clay Regazzoni       | Ferrari      | 77           | + 2 kör           | 2        |          |
| 13       | 25 | Rolf Stommelen       | March-Ford   | 77           | + 2 kör           | 25       |          |
| 14       | 24 | Helmut Marko         | BRM          | 76           | + 3 kör           | 23       |          |
| 15       | 15 | Chris Amon           | Matra        | 76           | + 3 kör           | 13       |          |
| 16       | 27 | John Love            | Surtees-Ford | 73           | Kicsúszás         | 26       |          |
| 17       | 22 | Carlos Pace          | March-Ford   | 73           | + 6 kör           | 24       |          |
| HN       | 23 | Howden Ganley        | BRM          | 70           | Helyezés nélkül   | 16       |          |
| HN       | 18 | Andrea de Adamich    | Surtees-Ford | 69           | Helyezés nélkül   | 20       |          |
| HN       | 11 | Peter Gethin         | BRM          | 65           | Helyezés nélkül   | 18       |          |
| Kiesett  | 10 | Jean-Pierre Beltoise | BRM          | 61           | Motorhiba         | 11       |          |
| Kiesett  | 1  | Jackie Stewart       | Tyrrell-Ford | 45           | Váltó             | 1        |          |
| Kiesett  | 17 | Mike Hailwood        | Surtees-Ford | 28           | Felfüggesztés     | 4        |          |
| Kiesett  | 20 | Carlos Reutemann     | Brabham-Ford | 27           | Üzemanyagrendszer | 15       |          |
| Kiesett  | 16 | Tim Schenken         | Surtees-Ford | 9            | Motorhiba         | 10       |          |
| Kiesett  | 26 | Dave Charlton        | Lotus-Ford   | 2            | Benzinpumpa       | 17       |          |

## Statisztikák
Vezető helyen:
- Denny Hulme: 24 (1 / 57-79)
- Jackie Stewart: 43 (2-44)
- Emerson Fittipaldi: 12 (45-56)

Denny Hulme 6. győzelme, Jackie Stewart 13. pole-pozíciója, Mike Hailwood egyetlen leggyorsabb köre.
- McLaren 5. győzelme.

Carlos Pace első versenye.